# Jean-Claude Arnault
Jean-Claude Arnault (født 15. august 1946 i Marseille i Frankrig) er en fransk-svensk kulturpersonlighed, der var kunstnerisk leder af kulturscenen Forum i Stockholm. Han har tidligere arbejdet som fotograf og teaterinstruktør. Han er gift med Katarina Frostenson, forhenværende medlem af Svenska Akademien.
I 2018 blev han kendt skyldig i at have begået to voldtægter.

## Voldtægtssager
Arnault blev fængslet den 24. september 2018, efter at han den 12. juni blev sigtet for to tilfælde af voldtægt begået i 2011. Den 1. oktober 2018 blev Arnault kendt skyldig i det ene tilfælde og idømt to års fængsel. Derudover skal han betale en erstatning på 115.000 svenske kroner. Som følge af skandalen har Det Svenske Akademi valgt ikke at uddele Nobels litteraturpris i 2018. Prisen vil i stedet blive uddelt i 2019.

## Priser og udmærkelser
- 2008 – Natur & Kulturs kulturpris
- 2010 – Konstnärsnämndens arbejsstipendium til teaterkunstnerer
- 2015 – Ridder af Nordstjerneordenen. Udelukket af Hans Majestæt Kong Carl XVI Gustaf den 7. maj 2019.